# Småtjärnarna (Näs socken, Jämtland)
Småtjärnarna är en sjö i Östersunds kommun i Jämtland och ingår i Ljungans huvudavrinningsområde.